# Копенхагенски кехлибарен музей
Копенхагенски кехлибарен музей (на датски: Ravmuseet) е музей, разположен в Конгс Нюторв, в централната част на Копенхаген, Дания. Притежаван е от House of Amber (Фабрика и дистрибутор на кехлибар).

## Сграда
Сградата е бивша търговска къща, която е построена в края на 17 век (1606 године). В днешно време се вижда реконструираната къща, която е завършена през 1780 г., като при тази реконструкция са добавени допълнителен етаж и мансарда. Сградата се състои от 3 ниши към улица Bredgade, 4 ниши към площад Конгс Нюторв и 2 ниши към Store Strandstræde. Реконструкция през 1904 г. мести основния вход на сградата откъм улица Bredgade.

## Експозиция
Музеят притежава голяма колекция от кехлибар и антични артефакти. В колекцията могат да се видят едни от най-големите парчета в света балтийски кехлибар, както и насекоми от праисторически времена, запазени в кехлибар.